# Ренье, Клод
Клод Амбруаз Ренье, герцог Масса (6 апреля 1736, Бламон — 24 июня 1814, Париж) — французский юрист и государственный деятель, министр юстиции Первой империи (1802—1813), один из ключевых авторов Кодекса Наполеона.

## Биография
Клод Амбруаз Ренье родился в Бламоне, тогда находившемся в княжестве Сальм-Сальм (ныне французский департамент Мёрт и Мозель). Его дедом по отцовской линии был Жан-Антуан Ренье, прокурор бальяжа Сен-Дье-де-Вогез. Его дедом по материнской линии был Жан-Батист Тири, королевский советник в городской ратуше Бламона. Его родителями были Амбруаз Ренье и Франсуаза Тири. В 1748 году его отец был трактирщиком. В 1780 году он был описан как сборщик налогов, а в 1784 году — как торговец. Мать Клода Ренье умерла в 1785 году в возрасте 65 лет. Его отец дожил до 1806 года и скончался в возрасте 87 лет.
Клод Амбруаз Ренье начал своё обучение в Сен-Дье у своего дяди, аббата Ренье. Затем он поступил в Страсбургский университет и окончил его со степенью бакалавра права. В 1765 году он стал заниматься юридической практикой в Люневиле. В 1769 году принц Людовик Сальм-Сальмский вызвал Ренье в свою столицу Сенон, и назначил его своим советником и генеральным прокурором, доверив ему управление княжеством. Ренье оставил эту должность в 1773 году, чтобы возобновить свою карьеру юриста в Нанси, Лотарингия. Там он стал одним из ведущих юристов в сфере гражданского права.

## Французская революция
Ренье с энтузиазмом воспринял Французскую революцию, и 6 апреля 1789 года был избран депутатом от третьего сословия от Нанси в Генеральные штаты. Он был членом законодательной комиссии. После бегства короля 22 июня 1791 года в Варенн, Ренье был послан в качестве комиссара в Рейнские департаменты для принятия присяги войсками. По возвращении, он постоянно заседал в конституционном комитете и был известен четкостью и красотой своих речей.
Ренье удалился от дела в эпоху террора, вновь появившись на политической сцене только после обнародования Конституции III года. 23 Вандемьера IV года (15 октября 1795 года) он был избран депутатом от департамента Мерт в Совет старейшин. Он был переизбран 23 Жерминаля VII года (12 апреля 1799 года).

## Наполеоновская эпоха
Ренье был сторонником генерала Бонапарта и поддерживал его государственный переворот. 17 брюмера VIII года (8 ноября 1799 года), накануне переворота, он принял участие в  подготовительном совещании в доме Лемерсье, председателя Совета Старейшин. После переворота Ренье был назначен членом Сената и Государственного совета, и стал одним из главных редакторов Гражданского кодекса, сегодня известного, как Кодекс Наполеона.
14 сентября 1802 года Наполеон назначил Ренье верховным судьей и министром юстиции. Эти должности он занимал до 20 ноября 1813 года. До 10 июля 1804 года он также возглавлял Министерство полиции, которое после передал Жозефу Фуше. 24 апреля 1808 года Ренье стал графом империи, а 15 августа 1809 года герцогом Масса (в честь итальянского города).  Он умер в Париже 24 июня 1814 года, через несколько месяцев после падения власти Наполеона.